# 杨梅乡 (德化县)
杨梅乡，是中华人民共和国福建省泉州市德化县下辖的一个乡镇级行政单位。

## 行政区划
杨梅乡下辖以下地区：
杨梅村、白叶村、西墘村、上云村、云溪村、安村和和顺村。